# Juan Luis Martínez
Juan Luis Martínez Holger (Valparaiso, 7 de julho de 1942 – Villa Alemana, 29 de março de 1993) foi um poeta vanguardista e artista visual chileno.

## Vida
Considerado como um dos poetas mais lúcidos de sua geração pela sua autoria literária, sua erudição e pela sua criatividade como artista visual, era filho de Luis Martínez, que foi Gerente Geral da Companhia Sul Americana de Vapores e de uma mãe de origen nórdica que pertencia a uma família muito conservadora. Sua vida transcorreu fundamentalmente, entre as cidades de Valparaiso e Viña del Mar, onde realizou sua obra, que parte de uma questionamento à criação literária e artística tradicional. Durante seu período criativo de juventude manteve uma estreita relação com poetas e escritores tais como: Nicanor Parra, José Donoso, Martin Cerda, Enrique Lihn, Pedro Lastra, Raúl Zurita, Sergio Badilla Castillo, Eduardo Parra e Juan Cameron.
Juan Luis Martinez abandonou o colégio, recém iniciados os estudos secundários, e entre os quinze e os vinte anos vive intensamente uma vida de boemia em Valparaiso, misturado na miscelânea popular e pinturesca que tinha essa cidade a fins dos anos cinqüenta. Martínez era considerado um rapaz rebelde, tanto pela sua família como pela gente que o identifica por seu comprida cabeleira, incomum nesse período histórico do Chile.
Martínez nunca mais retornou a frequentar uma escola, mas devido às influências culturais que o rodeavam, começou uma longa fase de leituras e aprendizagem autodidata. A mudança de sua família de Valparaíso para Viña del Mar, o perturbou e o desagradou, devido à aparência de emergência burguesa que representava-lhe a cidade balneária; por isso manteve uma relação profunda e sentimental com sua cidade de origem, com a boemia portenha, que se reunía nos bares: Roland, Yako, Inglés, Alemán, Pajarito, presentes em sua obra clássica Siete espejos.
É talvez sua origem portenha, com seu cosmopolitismo simétrico, que determinou que Juan Luis Martínez, durante sua vida, optasse por manter uma grande distância dos círculos de poder, sejam estes acadêmicos ou orgânicos, para desenvolver seus postulados artísticos e estéticos. Em sua obra visual construiu uma forte analogia entre o objeto artístico e o discurso ou entre a imagem mental e a palavra.

## La Nueva Novela
La Nueva Novela (O novo romance), seu primeiro livro, foi entregue pelo próprio Martínez a Editorial Universitária de Valparaiso, no ano 1971, com o nome de Pequeña cosmogonía práctica (Pequena cosmogonia prática), ali, depois de permanecer cerca de dois anos submetido a julgamento crítico, foi finalmente rejeitado.  Hoje, La nueva novela, é considerada uma obra chave da poesia contemporânea chilena e inclusive qualificada pela crítica especializada como, um compêndio indiscutível de intertexto, onde se confabulam entrevistas efetivas e imaginárias, que conduzem a um entrecruzado de arquétipos e reverberações em que se transfigura o texto, construído além disso com dispositivos gráficos.
Juan Luis Martínez sofreu durante muitos anos de diabetes, enfermidade que foi-lhe minando, paulatinamente, sua vitalidade e provocou-lhe uma necrose tubular de seus rins, mas, mesmo assim, manteve uma nutrida relação com poetas de diferentes generações que o visitavam em sua biblioteca na passagem Saleh, de Viña del Mar, ou em sua residência, na rua Fresia de Villa Alemana.
Durante as últimas duas décadas de sua vida precisou submeter-se, de maneira permanente, à diálises, situação que não impediu que, inclusive, um ano antes de sua morte, viajasse para Paris, (sua única saída ao exterior) convidado pelo Ministério de Cultura desse país, no programa "Les Beaux Extrangeres".
Seus restos mortais descansam no Cemitério N º1 de Valparaiso, sua cidade natal, nas alturas de Cerro Cárcel.

## Obras
- La nueva novela (O Novo Romance). 1977 (poesia visual)
- La poesía chilena (A Poesia Chilena). 1978 (Livro objeto: poesia)
- Poemas del otro (Poemas do Outro). 2003 (poesia visual) (publicação póstuma)